# Місячні породи

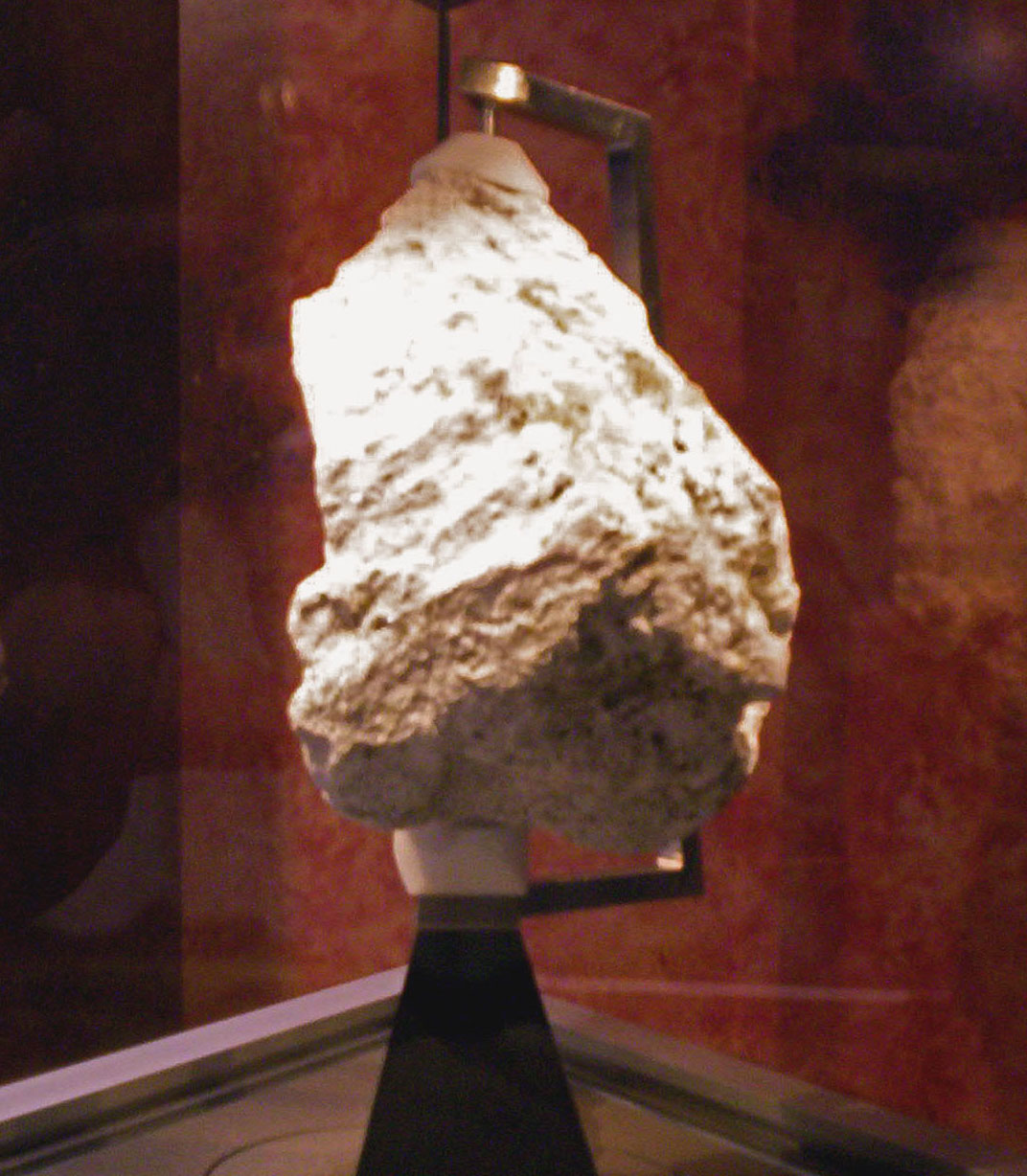
Анортозит з Місяця, знайдений експедицією «Аполлон-16».

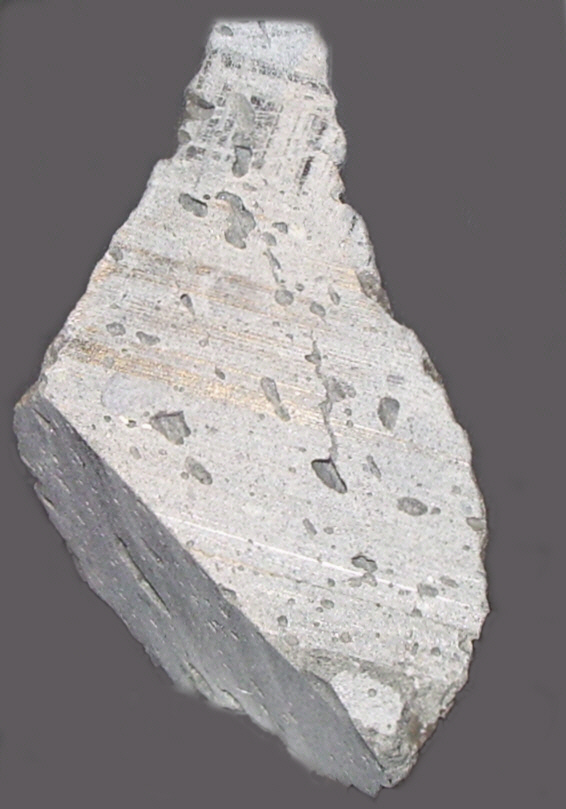
Зразок гірської породи з Місяця, знайдений експедицією «Аполлон-17».

Мі́сячні поро́ди — гірські породи з Місяця — природного супутника Землі.

## Загальний опис
Місячні породи — тверді гірські породи густиною 3,1—3,4 г/см3. За хімічним, мінералогічним складом та структурою не схожі на земні породи. В місячних породах у порівняно значних кількостях містяться рідкісні на Землі елементи — хром, титан, цирконій, проте менше натрію і калію. Місячні породи бідні на залізо, воду та леткі компоненти — тільки один мінерал місячних порід — акаганеїт — містить сполуки заліза та водень. Провідними сполуками є силікати та оксиди, попутними — фосфати, сульфіди, карбіди, та фосфіди.
Зразки місячних порід, доставлені «Аполлоном-11», мають вулканічне походження і кристалізувалися з розплаву. Далі відбувалося перетворення порід під дією ударів метеоритів і метаморфізму (ударного, термічного), а також спікання. Основними мінералами місячних порід є піроксен, плагіоклаз, ільменіт та меншою мірою олівін. Розрізняють чотири (за іншими класифікаціями — три і шість) типи місячних порід: дрібнозернисті пухирчасті вивержені породи; крупнисті кристалічні породи; брекчії — уламки вивержених порід і мінералів; реголіт — дрібні частинки, пил. У місячному пилу присутні скляні кульки розміром біля сотень мікрон. Вік місячних порід — 3—4 млрд років, а за останніми даними 4,51 мільярда років.
Описано близько 50 мінералів, які містяться в місячних породах. Загалом виявлено близько 100 видів мінералів (на Землі близько 3000). Усі виявлені мінерали поділяють на три групи:
1. Породотвірні (армолколіт, ільменіт, олівін, плагіоклаз, піроксен, шпінель).
2. Акцесорні (лужний польовий шпат, камасит, теніт, кварц, піроксфероїт, тридиміт, кристалобаліт, рутил, транквілітіїт, троїліт, вітлокіт, циркон, апатит).
3. Рідкісні (сульфіди і сульфати, силікати, метали, оксиди та гідроксиди тощо).

Слід відзначити суттєву відмінність у складі порід морських та материкових районів Місяця. Морські породи — це олівіни, глиноземисті та титанисті базальти з різним вмістом лугів; материкові — це габро-норит-анортозитовий комплекс порід, глиноземисті базальти та крип-базальти з високим вмістом лугів, рідкісноземельних елементів та фосфору.
За оцінками вчених, на Місяці може бути близько 1 млн т ізотопу гелію-3 — складової «сонячного вітру». На початку XXI ст. висунуте припущення про можливість промислового використання у майбутньому гелію (3Не) як ядерного палива при термоядерному синтезі. Такі міркування, однак, потребують ретельного аналізу і порівняння термоядерних реакцій з використанням дейтерію (ресурси якого у водах Світового океану дають змогу отримати енергію у мільярд разів більшу від енергії від усіх запасів органічного палива на Землі) і гелію-3.
Японія, поряд з США і ЄС, проявляє інтерес до технології пошуку корисних копалин на космічних тілах, зокрема, на Місяці. США розробили відповідне законодавство.

## Вільний доступ до місячної породи
У музеї астронавтики у Вашингтоні виставлений зразок місячної породи, до якої може доторкнутися будь-який відвідувач.
Крім того, музей має ряд експозицій місячних порід, дані про їх склад тощо.
| Місячна Місія | Маса зібраних зразків |
| ------------- | --------------------- |
| Аполлон-11    | 22 кг                 |
| Аполлон-12    | 34 кг                 |
| Аполлон-14    | 43 кг                 |
| Аполлон-15    | 77 кг                 |
| Аполлон-16    | 95 кг                 |
| Аполлон-17    | 111 кг                |
| Луна-16       | 101 г                 |
| Луна-20       | 55 г                  |
| Луна-24       | 170 г                 |

На сьогодні на Землі є зразки місячної породи, що потрапили на Землю з таких джерел:
- Зразки, зібрані з 1969 по 1972 роки в ході 6 пілотованих висадок на Місяць Аполлон-11, -12, -14, -15, -16, -17, здійснених під час американської програми «Аполлон».
- Зразки зібрані з 1970 по 1976 роки автоматичними станціями Луна-16, -20, -24, запущеними в рамках радянської програми «Луна».
- Зразки, які потрапили на землю природним шляхом, тобто які були вибиті з поверхні Місяця падінням астероїдів, а потім впали на Землю (місячні метеорити). З 1980-х років було знайдено 135 подібних метеоритів, загальною масою близько 55 кг[3].

У березні 2022 року офіційні особи НАСС вирішили дозволити вивчення останніх із 2196 зразків ґрунту місії «Аполлон-17», щоб отримати додаткові висновки, до тих, що зробили дослідники півстоліття тому.